# エドワード・ガードナー
エドワード・ガードナー（Edward Gardner OBE, 1974年11月22日 - ) は、グロスターに生まれたイギリスの指揮者。

## 経歴
幼い頃から、ピアノ・クラリネット・オルガンに親しみ、グロスター大聖堂の聖歌隊員にも任じられた。スカラシップを得てケンブリッジ大学に進み、同大学のキングス・カレッジ合唱団で指揮者を務めた。
2021年から、ロンドン・フィルハーモニー管弦楽団の音楽監督を務める。

## 受賞歴
- 2008年度ロイヤル・フィルハーモニック協会指揮者賞
- 大英帝国勲章（OBE、2012年）

## 参考資料
- Wokingham Choral Society home page, "Get to Know Wokingham Choral Society"
- Askonas Holt agency page on Edward Gardner